# Nick Mancuso
Nicodemo Antonio Massimo Mancuso (Mammola, Calabria; 29 de mayo de 1948) es un actor, artista, dramaturgo y director italiano-canadiense. Comenzó su carrera como actor de teatro, teniendo su papel decisivo en el drama de 1981 Ticket to Heaven, gracias al cual ganó el Premio Genie a la Mejor Actuación de un Actor Principal. Tiene más de 155 créditos de cine y televisión, incluyendo un papel protagónico en la serie de la NBC Stingray (1985–87) y como anticristo Franco Macalousso en la serie de películas Apocalipsis.

## Educación y vida tempranas
Mancuso nació el 29 de mayo de 1948 en Mammola, Calabria, Italia. Su familia emigró a Canadá en 1956 a través de Nápoles, cuando tenía ocho años. Creció en Ontario y comenzó a actuar en la escuela secundaria. Al graduarse, estudió psicología en la Universidad de Toronto, pero se fue para dedicarse a la actuación a tiempo completo. 

## Carrera
Mancuso comenzó su carrera profesional en varias compañías de teatro independientes, como el Toronto Free Theatre, Canadian Stage Company, Factory Theatre y el Theatre Passe Muraille. Tuvo su primer debut con un papel sin acreditar en la película slasher de 1974 Black Christmas, como la voz del asesino acosador Billy. Para obtener la voz espeluznante y ronca adecuada, Mancuso se pararía sobre su cabeza para comprimir el tórax en su cuello. Pasó una temporada en 1976 en el Stratford Festival, con papeles principales en The Merchant of Venice, Antony and Cleopatra, y A Midsummer Night's Dream, y consiguió su primera aparición en la pantalla en un papel secundario en la película debut de Allan Eastman, A Sweeter Canción
En 1979, debutó en el escenario estadounidense trabajando directamente con Tennessee Williams, protagonizando Tiger Tail y The Night of the Iguana en Atlanta . Durante este tiempo, llamó la atención de los productores de Columbia Pictures. Martin Ransohoff y Arthur Hiller fueron fundamentales para conseguir que Mancuso fuera el protagonista del thriller de terror Nightwing, dirigido por Hiller y coprotagonizado por David Warner. Ransohoff y Hiller esperaban que Nightwing fuera un éxito y un papel decisivo para Mancuso, pero fracasó en la taquilla. 
A principios de la década de 1980, Mancuso tuvo su papel decisivo en Ticket to Heaven en el que interpretó el papel de David Kappel, un maestro judío no observador en Toronto. Su novia lo deja y él visita San Francisco para encontrar su equilibrio y ver a un viejo amigo. Lo convencen de pasar un fin de semana en un campamento que en realidad es el centro de reclutamiento y adoctrinamiento para un culto religioso. La película fue votada como una de las 10 mejores películas de 1981 por la National Board of Review, y le valió a Mancuso el premio Genie a la mejor actuación de un actor en un papel principal. El éxito de la película y la actuación de Mancuso lo pusieron en la carrera para interpretar a Indiana Jones en Raiders of the Lost Ark . 
Mancuso desempeñó el papel principal en la serie de NBC Stingray, que tuvo dos temporadas entre 1985 y 1987. Interpretó al anticristo Franco Macalousso en Apocalypse, una serie de películas producidas por Cloud Ten Pictures. Entre los otros roles que ha asumido Mancuso estaba el papel de Holden Downes en Captured. En esta película violenta en algún momento, interpreta a un magnate inmobiliario en el borde. Él se encuentra con unos ladrones que lo esperan afuera para robarle y se desquicia con ellos. En cambio, da vuelta todo y los convierte en víctimas. También ha aparecido en numerosos cortometrajes independientes y cortos. 

## Vida personal
Mancuso actualmente reside en Toronto, donde dirige un taller de actuación de seis semanas. También ha publicado un libro de poesía titulado Hombre Mediterráneo  y ha creado una serie de pinturas abstractas. Habla inglés e italiano con fluidez y habla francés conversacional. 

## Filmografía
- 1974 : Red Emma (TV)
- 1974 : Black Christmas : Billy Lenz-El merodeador / Voz al teléfono
- 1976 : A Sweeter Song : Manuel
- 1978 : Dr. Scorpion (TV) : John Shackelford
- 1979 : The House on Garibaldi Street (TV) : Ari
- 1979 : Nightwing, de Arthur Hiller : Youngman Duran
- 1980 : Scruples (miniserie) : Vito Orsini
- 1980 : Death Ship : Nick
- 1981 : Ticket to Heaven : David
- 1982 : The Legend of Walks Far Woman (TV) : Horses Ghost
- 1982 : Mother Lode : Jean Dupre
- 1983 : Feel the Heat (serie de televisión) : Andy Thorn
- 1983 : Maria Chapdelaine : François Paradis
- 1983 : Intruso fugitivo (TV) : Mike
- 1983 : Tell Me That You Love Me : Dan
- 1984 : Los rompecorazones (Hearthbreaker) : Eli
- 1984 : Blame It on the Night : Chris Dalton
- 1984 : Paroles et musique : Peter
- 1985 : Death of an Angel : Padre Angel
- 1985 : The Ray Bradbury Theater, (episodio  The Crowd) : Spallner
- 1985–87 : Stingray (serie de televisión) : Ray
- 1985 : Embassy (TV) : Harry Brackett
- 1985 : Night Magic : Michael
- 1986 : Half a Lifetime (TV) : Toby
- 1987 : The King of Love (TV)
- 1990 : Last Train Home (TV) : Sam Steele
- 1990 : Haute tension, episodio "Frontière du crime" (serie de televisión) : Paul Flemming
- 1990 : Burning Bridges (telefilm) : Peter Hollinger
- 1991 : Lena’s Holiday : Flynn
- 1991 : Milena : Jaromir
- 1991 : Fatal Exposure (TV) : Carl Stone
- 1991 : Lies Before Kisses (TV) : Sonny
- 1991 : Vendetta: Secrets of a Mafia Bride (TV) : Danny LaManna
- 1992 : Rapid Fire : Antonio Serrano
- 1992 : Somebody's Daughter (TV) : Noah Canaan
- 1992 : Under Siege : Tom Breaker
- 1993 : Matrix (serie de televisión) : Steven Matrix
- 1993 : Wild Palms (serie de televisión) : Tully Woiwode
- 1993 : Message from Nam (TV) : Capt. Bill Quinn
- 1994 : Flinch : Miles Raymond
- 1994 : For the Love of Aaron (TV) : Stuart Singer
- 1994 : Suspicious Agenda : Jimmy Davane
- 1995 : The Takeover : Anthony Vilachi
- 1995 : Young Ivanhoe (TV) : De Bourget
- 1995 : A Young Connecticut Yankee in King Arthur's Court : Rey Arturo
- 1995 : Under Siege 2: Dark Territory : Tom Breaker
- 1996 : The Outer Limits : Martin, Temporada 2 Episodio 2 "Resurrection"[8] (Emitido el  14 de enero de 1996)
- 1996 : Twists of Terror (TV) : Crenshaw
- 1996 : Sealed With a Kiss (TV) : Barry Kuda
- 1996 : Marquis de Sade : Marqués de Sade
- 1996 : Les amants de Rivière Rouge (miniserie) : O'Connor
- 1996 : Once You Meet a Stranger (TV)
- 1996 : Past Perfect
- 1996 : Vows of Deception (TV) : Matt Harding
- 1997 : Against the Law : Det. John Shepard
- 1997 : Matter of Trust' : Peter Marsh
- 1997 : Laws of Deception : Det. Sgt. Lou Mather
- 1997 : The Ex : David Kenyon
- 1997 : The Invader: Willard
- 1997 : Let Me Call You Sweetheart (TV)
- 1998 : Harlequin's Loving Evangeline : Robert Cannon
- 1998 : Loyal Opposition: Terror in the White House (TV) : General Metzger
- 1998 : Provocateur : Toynbey Bates
- 1998 : Misbegotten : Paul Bourke
- 1998 : Past Perfect : Stone
- 1998 : Captured (vídeo) : Holden Downs
- 1998 : Perfect Assassins (TV) : Samuel Greely
- 1999 : Revelation : Franco Macalousso
- 1999 : Total Recall 2070 (TV) : Richard Collector
- 1999 : Question of Privilege : Steven Healy
- 1999 : Jack of Hearts : Roy Murcant
- 2000 : Tribulation : Franco Macalousso
- 2000 : Call of the Wild : John Thornton
- 2001 : The Outer Limits (1995 TV Series) : Padre, Season 6 Episodio "A New Life"[9] (Airdate: 30 de marzo de 2001)
- 2001 : Judgment : Franco Macalousso
- 2001 : Avalanche Alley (TV) : Scott
- 2001 : The Secret Pact : Dominic Patton
- 2002 : Time of Fear : Jack Barone
- 2002 : Dancing at the Harvest Moon (TV)
- 2003 : Firefight : George
- 2003 : Lightning: Bolts of Destruction (TV) : General Fields
- 2004 : Brave New Girl (TV) : Padre de Ditz
- 2004 : The Messiah: Prophecy Fulfilled : Yehudah
- 2004 : Lives of the Saints (TV) : Mario Innocente
- 2005 : Dreaming on Christmas : Sid
- 2005 : Today You Die : Agente Saunders
- 2005 : Betting On Love (TV) : Arnie Tannenbaum
- 2005 : In the Mix : Salvatore
- 2006 : Saurian (TV)
- 2006 : Night of Terror (TV) : Richard Grant
- 2007 : Vanessa : Mr. Bennet
- 2008 : The Wrong Mr. Johnson : Jim Johnson
- 2008 : Contract Killers : Witkoff
- 2009 : Deadtime Stories 2 : Swan
- 2009 : Rise of the Gargoyles : Padre Gable
- 2009 : ZOS: Zone of Separation : Dragan Michailov
- 2009 : Death Warrior : Ivan
- 2009 : Lost Soul : Dr. Charles Crowther
- 2009 : Violent Blue : Pietro
- 2009 : The Last Gamble : Nick
- 2009 : Bruco : Dead Father, Mario
- 2010 : Napoleonic (cortometraje): Adam Trufant
- 2013 : Real Gangsters: Vincent 'Jimmie' Lo Giacamo, también productor
- 2014 : The Big Fat Stone: Mickey Goldstein
- 2016 : Born Dead
- 2017 : Adam's Testament: El desconocido
- 2018: Road to the Lemon Grove: Guido

## Premios
- Premio Genie a la mejor actuación de un actor en un papel principal, 1982, por su papel en la película Ticket to Heaven
- Mejor actor, Houston Film Festival, 1982, por su papel en la película Ticket to Heaven
- Mejor actor, Festival de cine de Taormina, 1982, por su papel en la película Ticket to Heaven
- Mejor actor, Academy of Family Films y Family Television, por su papel en la película Ticket to Heaven
- Mejor actor, Houston Film Festival, 1986, por su papel en la película Heartbreakers
- National Film Review, Las diez mejores fotos de 1985, Maria Chapdelaine
- Lifetime Achievement Award, Festival de Cine Italiano de Toronto, junio de 2005